# Themes from William Blake’s The Marriage of Heaven and Hell
A Themes from William Blake's The Marriage of Heaven and Hell a norvég Ulver negyedik nagylemeze. Mint a címe is jelzi, az album William Blake Menny és Pokol házassága című művének megzenésítése. A zenekar híres arról, hogy albumról albumra meglepetést okoz, gyakran 180 fokos fordulatot vesznek a stílus tekintetében, de kevesen számítottak egy ekkora váltásra. A dupla album drum and bass, indusztriál, ambient, drone, akusztikus, spoken word elemekből építkezik, Garm mellett vendégénekesek is szerepelnek a dalokban. A lemez fogadtatása már nem volt annyira egyértelmű, mint a korábbiak, ennek ellenére a kritikák mellett szinte minden magazinban elismerősen nyilatkoztak róla.

## Számlista

### 1. lemez
1. The Argument Plate 2 – 4:03
2. Plate 3 – 2:48
3. Plate 3 Following – 1:33
4. The Voice of the Devil Plate 4 – 2:49
5. Plates 5-6 – 2:31
6. A Memorable Fancy Plates 6-7 – 4:24
7. Proverbs of Hell Plates 7-10 – 9:06
8. Plate 11 – 2:01
9. Intro – 3:26
10. A Memorable Fancy Plates 12-13 – 5:59
11. Plate 14 – 2:08
12. A Memorable Fancy Plate 15 – 4:51
13. Plates 16-17 – 3:17

### 2. lemez
1. A Memorable Fancy Plates 17-20 – 11:23
2. Intro – 2:27
3. Plates 21-22 – 3:11
4. A Memorable Fancy Plates 22-24 – 4:50
5. Intro – 3:59
6. A Song of Liberty Plates 25-27 – 26:23 (közel 20 perc üresjáratot tartalmaz)

## Zenészek
- Trickster G. (Garm) – ének, programozás, keverés
- Tore Ylwizaker – programozás, keverés
- Håvard Jørgensen – gitár
- AiwarikiaR – dob
- Hugh Steven James Mingay – basszusgitár
- Knut Magne Valle – keverés, társproducer
- Stine Grytøyr – ének
- Falch - scratch
- Ihsahn – "A Song Of Liberty" 1-7, spoken word
- Samoth – "A Song Of Liberty" 7-11, spoken word
- Fenriz – "A Song Of Liberty" 12-20, spoken word